# كارل غوتليب فاندر
كارل غوتليب فاندر (1803-1865)، مُبشر مسيحي وأحد مبشّري طاقم بعثة بازل التبشيرية في آسيا الوسطى والقوقاز، ومن خطباء جمعية الكنيسة التبشيرية إلى شمال وغرب مقاطعة اجرا - في الحاضر أغرة - في ولاية أتر برديش شمال الهند. كان معروفًا بتنصيرالمسلمين إلى المسيحية.     قام بتأليف كتب أشهرها ميزان الحق والاعتذار وملاحظات عن الطبيعة المحمدية، لكن سرعان ما ناظره العالم المسلم رحمة الله الكيرواني حيث لم يستطع الإفلات من مواجهة رحمة الله، ولاقت المُانظرة رواجاً واندلعت بعدها الثورة الهندية.

## أعمال التبشير

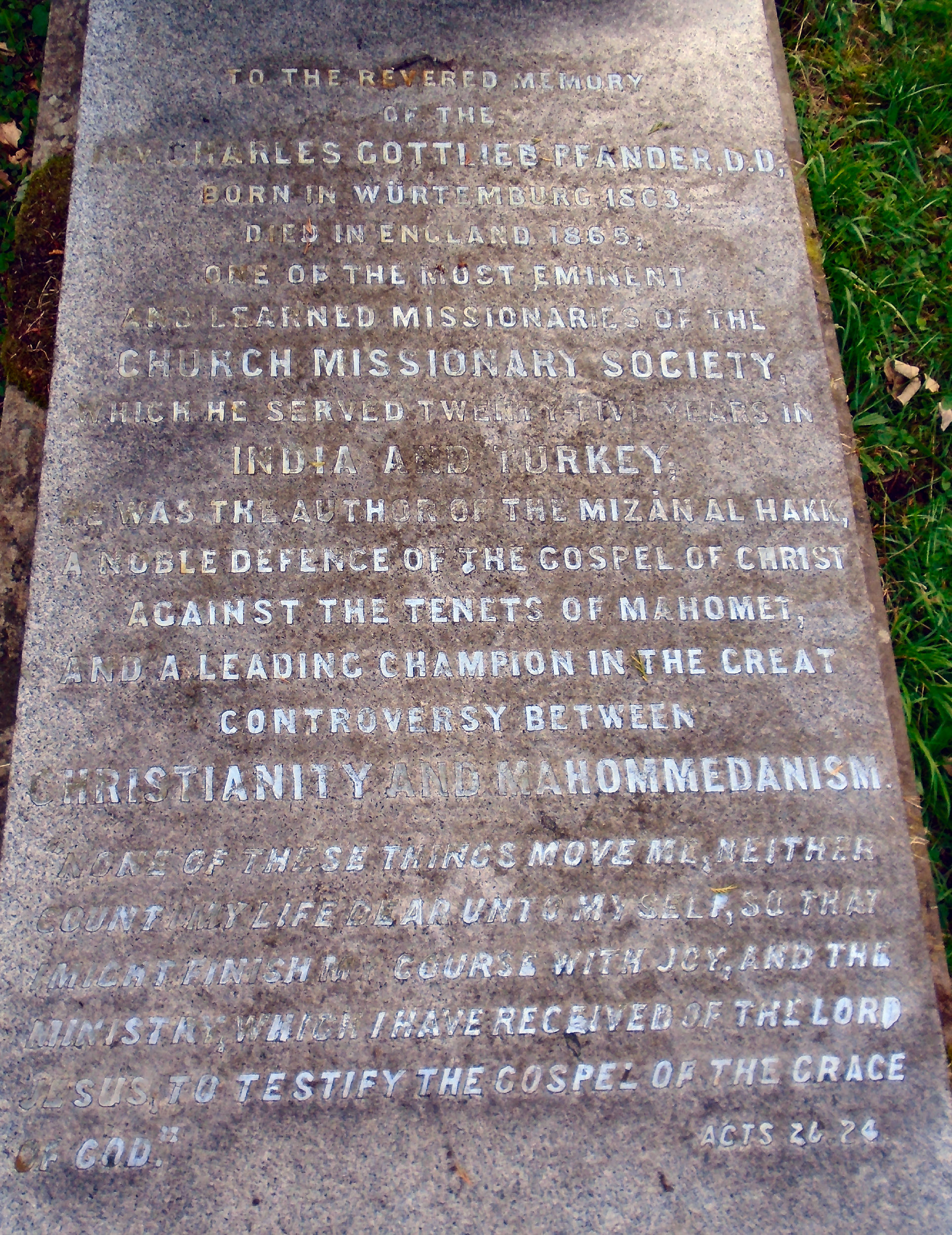

### جنوب القوقاز (1825–1836)
قام فاندر بعمل تبشيري في كاراباخ والأراضي المجاورة. من بين العديد من الإرساليات، ركز بعض المبشرين على إصلاح الكنيسة الأرثوذكسية الأرمينية، التي اعتقدوا أنها فاسدة ومفلسة - ثلث السكان المحليين من المسيحيين الأرمن - كانت هذه المقاطعة المنشأة حديثًا قد هاجر إليها الأرمن من بلاد فارس (إيران الحالية). ركز فاندر، نيابة عن بعثة بازل على التبشير وإيصال الإنجيل إلى المسلمين المحليين - كان حوالي ثلثي السكان المحليين من المسلمين. اعتقد فاندر أنه إذا قرأ المسلمون العهد الجديد مترجمًا إلى اللغة الفارسية، لغتهم المفضلة، فسوف يتخلون تلقائيًا عن الإسلام ويعترفون بتفوقه وحقيقته. لهذا، قام فاندر بالعديد من الرحلات إلى إيران وقضى أيضًا عامًا في بغداد في العراق، لإتقان اللغة الفارسية. من 1825 إلى 1829، عمل في شوشا والأراضي المجاورة.
في عام 1835، حظرت روسيا جميع العمليات التبشيرية في شوشا باستثناء عمليات الكنيسة اليونانية. وبالتالي، أُجبر على مغادرة شوشا. عاد إلى شوشا عام 1836 بعد أن ذهب إلى إسطنبول عام 1835، لكنه غادر إلى كلكتا بالهند عام 1837.

### إقليم أغرة (1841–1855)
مع انفتاح البرلمان البريطاني على الأنشطة التبشيرية البروتستانتية في عام 1813 في الهند، بدأ العديد من المبشرين العمل في الهند التي كانت تحت سيطرة شركة الهند الشرقية. في عام 1814، تم تكريس أول أسقف إنجليكاني سرًا في كلكتا. منذ عام 1832، سُمح أيضًا للمبشرين غير البريطانيين بالعمل في شبه القارة الهندية. كانت أغرة، المشهورة بالتعليم والثقافة الإسلامية، وقد حولتها الحكومة البريطانية إلى مركز إداري لمقاطعة شمال غرب الهند. أصبحت كل من أغرة ولكهنؤ موطنًا للمبشرين الذين شاركوا في حوار بين الأديان مع العلماء المسلمين المحليين ونشروا كتبًا جدلية ضد العقيدة الإسلامية.
قامت جمعية التبشير الكنسية بتجنيد فاندر، وأرساله إلى أغرة لتنصير المسلمين وأيضًا لمساعدة الزملاء المبشرين الألمان العاملين، الذين تم نفيهم مثل فاندر من آسيا الوسطى بسبب حظر القيصر لأي نشاط تبشيري آخر. وصل فاندر إلى كلكتا في 1 أكتوبر 1838، بسبب إغلاق محطة بعثته السابقة في القوقاز الروسية. ولدى وصوله كان لديه انطباع بأن المسلمين في الهند على وشك التحول إلى المسيحية. وبناءً على ذلك، قام بترجمة بعض الكتب عن الإسلام والمسيحية التي سبق أن كتبها خلال السنوات السابقة إلى الأردية. كان ميزان الحق أحد هذه الكتب التي تم استخدامها كنقطة انطلاق في أغرة، وقد تُرجم إلى عدة لغات أخرى في العالم الإسلامي أيضًا. وفي عام 1854، انخرط فاندر في مناظرة عامة شهيرة مع كبار العلماء المسلمين في أغرا.

## مناظرة رحمة الله الكيرواني وفاندر
في 1863م جرت المناظرة الدينية بين الشيخ الكيرواني والقسيس فاندر حتى انقلب السحر على الساحر، وأثرت المناظرة تأثيرا بالغا في توسيع رقعة الإسلام، وتجلية صورته المشوهة، وأعقبت نتائج إيجابية كبيرة في صالح المسلمين، وتركت أصداء عالية في أوساط المبشرين حتى أشعلت غضبتهم، وحركت ساكنهم، حتى تفجرت الثورة الاستقلالية الكبرى في الهند عام 1857م  وكان اللقاء بين الشيخ رحمة الله والدكتور محمد وزير خان حدثا ميمونا، إذ خلال إحدى سفرات الشيخ لمدينة أكبر أباد قبيل 1850م تعرف على محمد وزير خان الذي أمد الشيخ بما حصله من معارف وخبرة بالنصرانية، وأرشده إلى نتائج حركة النقد التاريخي والعقلي للكتاب المقدس في أوروبا. فاتفقا على التآزر من أجل كف شر فاندر وجماعته باستدراجهم للمناظرة أمام الملأ، وبعد ثلاث سنين من الدراسة والعمل أثمرت جهودهما فألف الشيخ رحمة الله عدة كتب في الرد على المنصرين.
ثم نجحت مساعي الشيخ وصديقه وزير خان فتناظرا أول الأمر في مسألة تحريف الكتاب المقدس مع القس كيس والقس الإنجليزي طوماس فالبي فرنش في منزل هذا الأخير بأكبر أباد سنة 1854م فكان النصر حليف الشيخ ورفيقه، ثم تناظرا بعد ذلك بأشهر يسيرة أمام الملأ مع فاندر ورفيقه فرنش في يومين متتالين من شهر أبريل من نفس السنة في مسألتي النسخ والتحريف وكان النصر حليفهما أيضا وافتضحت أباطيل المنصر فاندر.

## في إسطنبول
بعد هزيمة فاندر لامه الإنجليز وعنفوه لأنه جر الذل والعار على كنيستهم، فنقلوه من أكبر أباد إلى بشاور لسنوات معدودة. فلم يستطع البقاء في الهند وغادرها عام 1857م، فعين ليعمل في إسطنبول. فما أن اطمأن به المقام بها حتى أصدر سنة 1860م نسخة تركية من كتابه «ميزان الحق». أما الشيخ رحمة الله فقد هاجر إلى مكة بعدما طالب الإنجليز برأسه بعد ثورة مسلمي الهند ضد الاستعمار سنة 1857م.
وفي سنة 1280 هـ /1863م أصيب السلطان العثماني عبد العزيز خان بغم شديد لسماعه آراء فاندر عن المناظرة، فكتب رسالة عاجلة إلى شريف مكة عبد الله بن عون للاستفسار من الحجاج الهنود عن قصة المناظرة والثورة سنة 1857م وإعلام الباب العالي بحقيقة الأمر، فأخبره الشريف بأن الشيخ رحمت الله موجود في مكة، فطلبه السلطان كضيف خاص، وودعه والي مكة كضيف ملكي. وعند وصوله إلى الآستانة في رجب سنة 1280هـ الموافق ديسمبر لعام 1863م استقبله السلطان عبد العزيز خان في موكب رسمي، وأنزله بالقصر الهمايوني، وأقام له حفلة كبيرة حضرها الوزراء والعلماء وكبار رجال الدولة، وثم طلب من الشيخ أن يحدثهم عن المناظرة والثورة ودور العلماء فيها والمذابح الوحشية على يد الإنجليز. مما جعل القس فندر متغيبا بل هاربا من اليوم الثالث للمناظرة، وقد فر من إسطنبول عندما سمع بوصول الشيخ رحمت الله إلى الآستانة وإكرام السلطان له.

## الوفاة
لاذ فاندر إلى بريطانيا بعد تعليق نشاط جمعية التبشير الكنسية في إسطنبول، وتوفي في 1 ديسمبر 1865 في ريتشموند، لندن.

## وصلات خارجية
- وقائع المناظرة التي جرت بين الشيخ رحمة الله الهندي والقسيس فندر